# Antiphonar von Bangor
Das Antiphonar von Bangor (Antiphonarium Monasterii Benchorensis) ist ein lateinisches Manuskript, dessen Herkunft man in Bangor Abbey im heutigen Nordirland vermutet. Der Codex befindet sich heute unter der Signatur Ambros. C. 5 inf. in der Mailänder Biblioteca Ambrosiana. Das Antiphonar enthält Texte (keine Musik) zum Gebrauch bei den Stundengebeten.

## Geschichte
Der dünne Manuskriptband ist das älteste erhaltene liturgische Zeugnis eines keltischen Ritus, dem ein ungefähres Entstehungsdatum zugeordnet werden kann. Aus diesem Grund ist es besonders interessant für Liturgiewissenschaftler.
Die Handschrift wurde von Ludovico Antonio Muratori in der Biblioteca Ambrosiana in Mailand entdeckt und von ihm benannt („Antiphonarium Benchorense“). Der Kardinal Federico Borromeo hatte sie zusammen mit anderen Büchern aus der Abtei Bobbio nach Mailand gebracht, als er 1609 als Erzbischof von Mailand die Biblioteca Ambrosiana gründete.
Bobbio, eine Abtei in den Apenninen, wurde von Columban von Luxeuil, einem iroschottischen Wandermönch, gegründet, der aus dem Kloster in Bangor, im County Down, heute Nordirland, stammte. Dort war er ein Schüler des Klostergründers St. Comgall gewesen. Columban starb in Bobbio und wurde dort 615 beigesetzt. Allein schon durch diese Gründungsgeschichte sind Bobbio und Bangor verbunden, und der Inhalt des Codex weist darauf hin, dass er ursprünglich in Bangor verfasst und dann nach Bobbio gebracht wurde, wenn auch nicht mehr in der Zeit von St. Columban: im Codex findet sich eine Hymne mit dem Titel „ymnum sancti Congilli abbatis nostri“ (Hymne des Heiligen Comgall, unseres Abtes), und er wird darin als „nostri patroni Comgilli sancti“ (Unser Patron der Heilige Comgall) benannt. Außerdem enthält der Codex eine Liste von fünfzehn Äbten, die mit Comgall beginnt und mit Cronan, dem fünfzehnten Abt, der 691 starb, endet. Das Kompilationsdatum muss dementsprechend am Ende des 7. Jahrhunderts liegen.
Wahrscheinlich gab es von Zeit zu Zeit Austausch zwischen Bobbio und Bangor, daher ist nicht sicher festzustellen, zu welcher Zeit das Antiphonar nach Bobbio kam. Es wäre nicht überraschend, wenn es nach der Zerstörung von Bangor durch die Dänen im neunten Jahrhundert nach Bobbio gekommen wäre.
Die Überlieferung besagt, dass der Überbringer des Codex Dungal von Bobbio war, der Irland im frühen 9. Jahrhundert verließ und auf dem Kontinent große Bekanntheit erlangte. Möglicherweise zog er sich am Ende seines Lebens nach Bobbio zurück. Er vermachte seine Bücher dem  „gesegneten Columban“, das heißt, seinem Kloster in Bobbio. Das Antiphonar kann jedoch mit keinem der Bücher identifiziert werden, die im Katalog der von Dungal vermachten Bücher, wie sie bei Lodovico Antonio Muratori verzeichnet sind, erscheinen, und es gibt keine ausreichenden Gründe, die Dungal überhaupt mit Bangor in Verbindung bringen.
Muratori ist so vorsichtig, in seinem Vorwort anzumerken, dass der Codex, wie alt und beschädigt er auch sein mag, eine Kopie sein kann, die in Bobbio angefertigt worden ist. Das Antiphonar wurde in Latein verfasst, enthält aber starke interne Hinweise auf seinen irischen Ursprung. Es ist in Bezug auf die Orthographie, die Form der Buchstaben und die punktierten Ornamente der Majuskeln im „schottischen Stil“ geschrieben, aber dies kann trotzdem von gälischen Mönchen in Bobbio erfolgt sein.

## Inhalt
Der Band besteht aus 36 Blättern und die Bezeichnung „Antiphonar“ ist eher irreführend, denn er enthält sechs Cantica, zwölf metrische Hymnen, 69 Collecten zum Gebrauch beim Stundengebet, spezielle Kollektengebete, siebzig Anthems (Versikel), das Bekenntnis von Nicäa und das Vaterunser. Das bekannteste Stück darin ist die beliebte eucharistische Hymne „Sancti venite Christi corpus sumite“, die in keinem anderen Text vorkommt. Sie wurde bei der Kommunion von den Klerikern gesungen und ist überschrieben mit „Ymnum quando comonicarent sacerdotes“ (Hymne wenn die Priester die Kommunion empfangen). Ein Text der Hymne aus den alten Manuskripten von Bobbio mit einer wörtlichen Übersetzung wurde in den „Essays on the Discipline and Constitution of the Early Irish Church“ (S. 166) von Kardinal Patrick Francis Moran abgedruckt, der sie als „golden fragment of our ancient Irish Liturgy“ (goldenes Fragment unserer alten Irischen Liturgie) bezeichnet.

### Cantica
1. Audite, coeli,
2. Cantemus Domino,
3. Benedicite,
4. Te Deum,
5. Benedictus,
6. Gloria in excelsis

### Collecten
Das Antiphonar von Bangor führt die Collecten in Sets auf, die zu jedem Stundengebet benutzt werden sollen. Eines dieser Sets ist in Verse gesetzt (vergleiche die Messe in Hexametern im Gallikanischen Fragment von der Reichenau). Es kann angenommen werden, dass diese Sets so etwas wie das Skelett des Stundengebets in Bangor waren. Die Reihenfolge ist immer gleich:
1. Post canticum (offenbar passend zu den Titeln, die, wie in der ersten Ode eines griechischen Canons, Bezug nehmen auf die Durchquerung des Schilfmeeres, Cantemus Domino)
2. Post Benedictionem trium Puerorum (nach dem Segen der drei Jungen)
3. Post tres Psalmos, oder Post Laudate Dominum de coelis (Ps. cxlvii–cl) (nach drei Psalmen/Nach dem Laudate Dominum)
4. Post Evangelium (das einzige Evangelien-Canticel im Codex. Dieselbe Bezeichnung wird oft verwendet, beispielsweise im York Breviary für das Benedictus, Magnificat, und Nunc Dimittis)
5. Super hymnum
6. De Martyribus (Möglicherweise Totengedenken am Ende der Laudes), außerdem einige Antiphone (super Cantemus Domino et Benedicite, super Laudate Dominum de coelis, De Martyribus). Im Bangor-Codex gibt es auch Collecten zur Kombination mit dem Te Deum, die zusätzlich zu den genannten aufgeführt werden, so als wären sie Teil einer weiteren Gebetszeit. Im Fragment von Turin stehen diese im Zusammenhang mit dem Text des Te Deum, folgen dem Benedicite und dessen Collecten und stehen vor dem Laudate Dominum de coelis.

### Hymnen
Das Antiphonar enthält zwölf Hymnen, von denen acht nirgends sonst gefunden werden, und zehn davon sind mit Sicherheit für den liturgischen Gebrauch bestimmt. Comgall und Camelac werden als Autoren benannt.
In seiner Vita S. Columbani erwähnt Jonas von Bobbio, dass Columban als junger Mann eine Reihe von Texten verfasst habe, die singbar waren und auch zum Unterricht benutzt wurden. Michael Lapidge vermutet, dass einige davon im Antiphonar überliefert wurden, unter anderem das Antiphonar, welches anscheinend um 700 verfasst wurde, ca. 100 Jahre nach dem Tod von Columban. Lapidge zeigt auf, dass es Gründe gibt anzunehmen, dass die Hymne Precamur patrem von Columban selbst stammt. Diese Theorie ist allerdings nicht überall anerkannt.

## Ausgaben und Literatur
- Ludovico Antonio Muratori: Anecdota Bibliothecae Ambrosianae IV, Padua 1715, S. 119–159
- Frederick Edward Warren: The antiphonary of Bangor – an early Irish manuscript. 2 Bände, 1893–1895 (Henry Bradshaw Society, IV,10)
- Ezio Franceschini: L’antifonario di Bangor, 1941

- Elisabeth Heyse: Antiphonar von Bangor. In: Lexikon des Mittelalters (LexMA). Band 1. Artemis & Winkler, München/Zürich 1980, ISBN 3-7608-8901-8, Sp. 724.